# Carcelia kowarzi
Carcelia kowarzi är en tvåvingeart som beskrevs av Villeneuve 1912. Carcelia kowarzi ingår i släktet Carcelia och familjen parasitflugor. Inga underarter finns listade i Catalogue of Life.